# 江子一
江 子一（こう しいつ、487年 - 548年）は、南朝梁の官僚・文人。字は元貞。本貫は済陽郡考城県。

## 経歴
奉朝請の江法成の子として生まれた。若くして学問を好み、堅固な志操の持ち主であった。家が貧しく食事にも事欠き、このため終生菜食であった。王国侍郎・朝請を初任とした。秘閣の書物を閲覧したいと申し出て、武帝にこれを許され、武帝の命で華林省に宿直した。おばの夫である朱异が朝廷の権臣となったため、子一のもとにも交友を求める賓客が押し寄せたが、子一は家に門を造らず、高潔さを示した。しばらくして尚書儀曹郎に転じた。遂昌県や曲阿県の県令を歴任して、いずれも治績を挙げた。通直散騎侍郎の位を受け、戎昭将軍・南津校尉として出向した。
太清2年（548年）、侯景が反乱を起こし、歴陽を攻め落とし、横江浦から長江を渡ろうとした。子一は水軍1000人あまりを率いて、下流で迎え撃とうとした。しかし副官の董桃の生家が江北にあったことから、董桃がその仲間とともに逃げ去ってしまい、子一はやむなく南洲に撤退した。残兵を収容しながら、歩いて建康に赴いた。反乱軍がまもなくやってきたため、子一は反乱軍の包囲が完成しないうちに出撃するよう皇太子蕭綱に求めた。子一は弟の江子四・江子五とともに100人あまりを率い、承明門を開いて反乱軍に挑んだ。子一は兵士たちの先頭に立って突進し、反乱軍の挟み撃ちに遭い、弟たちとともに相次いで戦死した。享年は62。侯景の乱が平定されると、元帝により侍中の位を追贈された。諡は義子といった。
子一は『三輔黄図』や班固の「九品」を続作したほか、詩賦や文章が数十篇あって、当時に通行した。

## 伝記資料
- 『梁書』巻43 列伝第37
- 『南史』巻64 列伝第54